# 程皐績
程皐績、一稱程皋績，字思令、尚功，山西武鄉縣人，清朝政治人物。同进士出身。程启南之子。

## 生平
康熙十八年（1679年），登己未科进士，授山東蓬萊縣知縣。